# Schwarzer Kielschnegel
Der Schwarze Kielschnegel (Milax nigricans), auch Schwarze Kielnacktschnecke ist eine Nacktschnecke aus der Familie der Kielschnegel (Milacidae) in der Unterordnung der Landlungenschnecken (Stylommatophora).

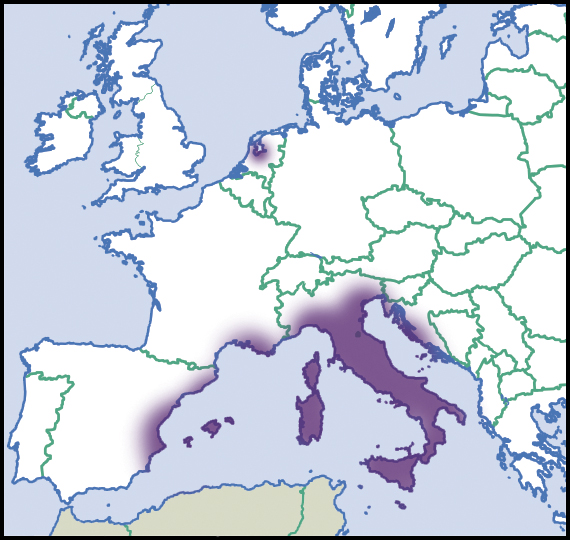
Verbreitung des Schwarzen Kielschnegels in Europa (nach Welter-Schultes, 2012)

## Merkmale
Das Tier wird ausgestreckt 5 bis 7,5 cm lang und etwa 13 mm breit. Der Mantel ist vergleichsweise klein und nimmt nur etwa 25-30 % der Körperlänge ein (wenn ausgestreckt). Er weist flache Gruben; zwischen der Atemöffnung und dem Kiel sind es 14 bis 15 Gruben. Der Rücken ist gewöhnlich intensiv schwarz gefärbt, auf den Seiten heller werdend. Seltener kommen auch blass blaugraue oder leicht bräunliche Farbvarianten vor. Die Jungtiere sind noch gelblich gefärbt. Die Oberfläche ist grob gerunzelt und ohne seitlichen Längsbinden. Die Atemöffnung hat einen nur schwach gefärbten Rand. Der Kiel ist deutlich ausgeprägt, oben eng gerundet bis fast zugespitzt und am Hinterende abgestutzt. Die Sohle ist schmutzig-cremefarben bis hell-bräunlich. Der Schleim ist weiß oder farblos. 
Im weiblichen Teil des Genitaltraktes ist der freie Eileiter (Ovidukt) sehr lang, die Vagina aufgebläht und sehr kurz. Die Spermathek hat einen sehr kurzen, dicken Stiel und eine sehr große, voluminöse Blase. Der Samenleiter (Vas deferens) ist kurz und dringt zentral in den Apex des dicken Epiphallus ein. Dieser nimmt zum eingeschnürten Übergangsbereich zum Penis etwas an Dicke ab. Der Penis ist sehr kurz und hat einen kleineren Durchmesser als der Penis. Direkt in der Einschnürung setzt der Penisretraktormuskel an. Der Stimulator ist hochkonisch und zum Ende hin fast gespitzt. Der untere Teil ist mit zahlreichen Papillen besetzt, das spitze Ende ist glatt. Das Atrium ist sehr kurz und geht ohne merkliche Dickenänderung oder Einschnürung in die Vagina über. Die akzessorischen Drüsen sind eine klumpige Masse, die in 16 bis 18, sehr dünne, röhrenförmige Kanälchen übergehen und in der Vagina enden.

## Ähnliche Arten
Der Schwarze Kielschnegel ist rein äußerlich nicht sicher vom Dunklen Kielschnegel (Milax gagates) zu unterscheiden. Eine sichere Bestimmung lässt nur die Untersuchung des Genitaltraktes zu. Beim Dunklen Kielschnegel (Milax gagates) weist der Stimulator an der Basis keine Papillen auf; nur am freien Ende sind einige Papillen vorhanden. Im Durchschnitt ist der Schwarze Kielschnegel etwas größer, der Mantel ist etwas kleiner (im Verhältnis zur Gesamtlänge), der Körper etwas heller und die Sohle ist einfarbig. Milax ater aus Nordafrika besitzt einen Stimulator ganz ohne Papillen bzw. hat nur einige Fortsätze am freien Ende.

## Geographische Verbreitung und Lebensraum
Das ursprüngliche Verbreitungsgebiet war das westliche Mediterrangebiet; auf europäischer Seite von Malta und Sizilien nach Südostspanien, in Nordafrika von Ägypten, und Tunesien bis Marokko und zu den Kanarischen Inseln. Die Art wird häufig mit Gemüse verschleppt. So wurde sie schon in einem Garten in England und im Freiland bei München nachgewiesen. In den Niederlanden hat sich seit den 1990er Jahren ein stabile Kolonie etabliert. In Deutschland sind stabile Populationen bisher nicht bekannt.
In Mitteleuropa wird die Art fast nur im Kulturland gefunden, so in Gärten, Parks, Feldern und Gewächshäusern. Die Tiere versammeln und verstecken sich oft in größerer Zahl unter Steinen, Totholz und der Laubstreu. 

## Taxonomie
Das Taxon wurde 1836 von Rudolph Amandus Philippi in der ursprünglichen Kombination Parmacella nigricans aufgestellt. Er schrieb das Taxon einem A. G. F. Schultz zu. Da jedoch die Beschreibung von Philippi allein stammt, ist hier Philippi als Autor anzunehmen. Es wird heute allgemein akzeptiert zur Gattung Milax Gray, 1855 gestellt. Die Art ist oft mit dem Dunklen Kielschnegel (Milax gagates) verwechselt worden. Die Literaturangaben zur geographischen Verbreitung dieser Art sind daher oft unzuverlässig. Eine sichere Bestimmung der beiden Arten ist nur durch die Untersuchung des Stimulators möglich. 

## Gefährdung
Da der Schwarze Kielschnegel keine in Deutschland heimische Tierart ist, ist sie in der Roten Liste von Deutschland nicht bewertet.

## Online
- AnimalBase: Milax nigricans (Philippi, 1836)